# El enemigo público número 1
El enemigo público número 1 es una película italo-francesa dirigida por Henri Verneuil y protagonizada por  Fernandel, Zsa Zsa Gabor y Louis Seigner.

## Reparto
- Fernandel como Joe Calvet
- Zsa Zsa Gabor como Lola la Blonde
- Louis Seigner como Le directeur de la prison
- David Opatoshu como Slim le Tueur
- Nicole Maurey como Peggy
- Alfred Adam como Le shérif
- Jean Marchat como L'attorney general
- Saturnin Fabre como W.W. Stone, l’avocat
- Paolo Stoppa como Teddy « Tony » Fallone
- Tino Buazzelli como Parker
- Carlo Ninchi como Nick le Flicard
- Guglielmo Barnabò como M Click
- Arturo Bragaglia como Jack le Caissier
- Paul Barge como Le gardien-chef
- Michel Ardan como Un Inspecteur
- Jess Hahn como Walter le Vicieux, un truand
- André Dalibert como Un surveillant
- Bob Ingarao como Le chef de la police
- Manuel Gary como Charly